# BeSocial
A BeSocial egy magyarországi digitális ügynökség, amelyet Forgács Mariann és Joanelli Tamás alapítottak. Az első hazai social mediával foglalkozó ügynökségként márkák teljes körű digitális kommunikációját látja el. Több mint 14 éve segít ügyfeleinek megtalálni saját digitális hangjukat, és olyan márkaközösséget kialakítani, amely elkötelezetten kitart mellettük. A BeSocial csapata a social media világában otthonosan mozog, friss ötletekkel és kreatív megoldásokkal segíti partnereit a digitális jelenlétük fejlesztésében.

## Alapítás
A BeSocial alapítása óta a digitális kommunikáció és marketing egyik meghatározó szereplője Magyarországon. Az ügynökség elsősorban digitális kommunikációval és online jelenlét kialakításával foglalkozik. A cég célkitűzése, hogy ügyfeleik fogyasztóikból rajongókat és elkötelezett márkaközösséget hozzanak létre.

## Tevékenységi kör
A BeSocial széleskörű szolgáltatásokat nyújt a digitális marketing és kommunikáció terén, ideértve:
- Kommunikációs audit és tréning: Az ügynökség átvilágítja az ügyfelek digitális jelenlétét, és képzésekkel segít javítani a social media aktivitást.
- Online kampányok és hirdetés management: Teljes körű online kampányokat bonyolítanak le, a teljesítmény folyamatos optimalizálásával.
- Kommunikációs és márkastratégia: Segítenek pozicionálni a márkákat, célcsoport szegmentálásban és a hosszú távú stratégia kialakításában.
- CRM és e-mail marketing: Támogatják az ügyfeleket CRM rendszerek tervezésében, lead gyűjtésben és e-mail kampányokban.
- Kreatív content management és gyártás: Tartalom-előállítás, moderáció, riportálás és konkurenciafigyelés révén biztosítják a digitális csatornák teljes körű üzemeltetését.

## Ügyfelek
A BeSocial számos iparág meghatározó szereplőjével dolgozott és dolgozik együtt, valamint széleskörű ügyfélportfólióval rendelkezik. Az ügynökség a különböző márkákkal való együttműködések során kiemelkedő digitális kommunikációs megoldásokat nyújt.

## Kutatások
A BeSocial nemcsak digitális kommunikációs megoldásokkal segíti partnereit, hanem a piaci trendek és fogyasztói viselkedés alapos feltérképezésére is nagy hangsúlyt fektet. Ennek érdekében több kutatást is készítettek az elmúlt években, amelyek betekintést nyújtanak a különböző célcsoportok online szokásaiba.
Kiemelkedő kutatásaik közé tartozik a Magyar Tinik a Neten 2021 és Magyar Tinik a Neten 2023, amelyek a fiatalok digitális viselkedését vizsgálták. Emellett 2024-ben elkészült a Magyar Szeniorok a Neten kutatás is, amely az idősebb korosztály online aktivitását és szokásait tárta fel.